# Hrîțaievka, Bilokurakîne
Hrîțaievka (în ucraineană Грицаєвка) este un sat în comuna Bunciukivka din raionul Bilokurakîne, regiunea Luhansk, Ucraina.

## Demografie
Componența lingvistică a localității Hrîțaievka
     Ucraineană (94,93%)
     Rusă (5,07%)
Conform recensământului din 2001, majoritatea populației localității Hrîțaievka era vorbitoare de ucraineană (94,93%), existând în minoritate și vorbitori de rusă (5,07%).